# Laudenbach (Großalmerode)
Laudenbach ist ein Stadtteil der Stadt Großalmerode im nordhessischen Werra-Meißner-Kreis.

## Geographische Lage
Laudenbach liegt im Geo-Naturpark Frau-Holle-Land (Werratal.Meißner.Kaufunger Wald) etwa 3,5 km südöstlich der Kernstadt von Großalmerode – zwischen Uengsterode (zu Großalmerode) im Nordnordosten und Velmeden (zu Hessisch Lichtenau) im Südsüdwesten. Es befindet sich zwischen dem Hohen Meißner (753,6 m) im Ostsüdosten und dem Hohekopf (539,4 m) im Nordwesten und wird vom Gelster-Zufluss Laudenbach durchflossen.

## Geschichte
Die älteste bekannte Erwähnung findet sich in einer Urkunde des Klosters Hersfeld aus dem Jahre 1297. Im Dreißigjährigen Krieg (1618–48) fiel Laudenbach 1637 dem sogenannten Kroatensturm zum Opfer, von dem es sich aber wieder erholte. Stets zur Landgrafschaft Hessen-Kassel gehörend, waren die örtlichen Greben dazu angehalten, nach Kassel über die wirtschaftlichen und sozialen Gegebenheiten in Laudenbach zu berichten.
Die alte Salzstraße nach Bad Sooden-Allendorf führte durch Laudenbach, somit war das Salzfahren neben der Landwirtschaft und dem seit 1585 betriebenen Bergbau (Braunkohle, Alaun, Wascherde) ein wichtiger Erwerbszweig. Schon seit dem 17. Jahrhundert verfügte Laudenbach über eine eigene Schule, die Kirche des Ortes ist eine der ältesten der Gegend und war Zentrum des Pfarrgemeindebezirks der umliegenden Dörfer.
Der Ort gehörte bis 1821 zum hessischen Amt Lichtenau und danach zum Landkreis Witzenhausen. Während der französischen Besetzung gehörte der Ort zum Kanton Lichtenau im Königreich Westphalen (1807–1813). Politisch wurde das Dorf seit der Reichsgründung 1871 und noch mehr seit 1919 von der SPD (der SPD-Ortsverein Laudenbach wurde 1909 gegründet) geprägt.
Zum 1. Januar 1974 wurde die bis dahin selbständige Gemeinde Laudenbach im Zuge der Gebietsreform in Hessen kraft Landesgesetz in die Stadt Großalmerode eingegliedert. Für Laudenbach wie für alle nach Großalmerode eingegliederten Gemeinden sowie für die Kernstadt wurde je ein Ortsbezirk mit Ortsbeirat und Ortsvorsteher nach der Hessischen Gemeindeordnung gebildet.

## Bevölkerung

### Einwohnerstruktur 2011
Nach den Erhebungen des Zensus 2011 lebten am Stichtag, dem 9. Mai 2011, in Laudenbach 1229 Einwohner. Darunter waren 9 (0,7 %) Ausländer.
Nach dem Lebensalter waren 171 Einwohner unter 18 Jahren, 425 zwischen 18 und 49, 222 zwischen 50 und 64 und 225 Einwohner waren älter. Die Einwohner lebten in 441 Haushalten. Davon waren 114 Singlehaushalte, 147 Paare ohne Kinder und 138 Paare mit Kindern, sowie 30 Alleinerziehende und 9 Wohngemeinschaften. In 105 Haushalten lebten ausschließlich Senioren und in 275 Haushaltungen lebten keine Senioren.

### Einwohnerentwicklung
| Quelle: Historisches Ortslexikon |                                                                      |
| • 1539:                          | 40 Mannschaften                                                      |
| • 1575/85:                       | 69 Hausgesesse                                                       |
| • 1681:                          | 75 Hausgesesse                                                       |
| • 1747:                          | 114 Mannschaften mit 106 Feuerstellen                                |
| • 1961:                          | 1098 evangelische (= 88,05 %), 136 katholische (= 10,91 %) Einwohner |

| Laudenbach: Einwohnerzahlen von 1771 bis 2019 | Laudenbach: Einwohnerzahlen von 1771 bis 2019 | Laudenbach: Einwohnerzahlen von 1771 bis 2019 | Laudenbach: Einwohnerzahlen von 1771 bis 2019 | Laudenbach: Einwohnerzahlen von 1771 bis 2019 |
| --- | --------------------------------------------- | --------------------------------------------- | --------------------------------------------- | --------------------------------------------- |
| Jahr |                                               |                                               |                                               | Einwohner                                     |
| 1771 | 1771                                          |                                               | 572                                           | 572                                           |
| 1800 | 1800                                          |                                               | ?                                             | ?                                             |
| 1834 | 1834                                          |                                               | 890                                           | 890                                           |
| 1840 | 1840                                          |                                               | 896                                           | 896                                           |
| 1846 | 1846                                          |                                               | 859                                           | 859                                           |
| 1852 | 1852                                          |                                               | 825                                           | 825                                           |
| 1858 | 1858                                          |                                               | 726                                           | 726                                           |
| 1864 | 1864                                          |                                               | 768                                           | 768                                           |
| 1871 | 1871                                          |                                               | 770                                           | 770                                           |
| 1875 | 1875                                          |                                               | 753                                           | 753                                           |
| 1885 | 1885                                          |                                               | 757                                           | 757                                           |
| 1895 | 1895                                          |                                               | 838                                           | 838                                           |
| 1905 | 1905                                          |                                               | 881                                           | 881                                           |
| 1910 | 1910                                          |                                               | 895                                           | 895                                           |
| 1925 | 1925                                          |                                               | 920                                           | 920                                           |
| 1939 | 1939                                          |                                               | 994                                           | 994                                           |
| 1946 | 1946                                          |                                               | 1.216                                         | 1.216                                         |
| 1950 | 1950                                          |                                               | 1.271                                         | 1.271                                         |
| 1956 | 1956                                          |                                               | 1.279                                         | 1.279                                         |
| 1961 | 1961                                          |                                               | 1.247                                         | 1.247                                         |
| 1967 | 1967                                          |                                               | 1.280                                         | 1.280                                         |
| 1970 | 1970                                          |                                               | 1.268                                         | 1.268                                         |
| 1980 | 1980                                          |                                               | ?                                             | ?                                             |
| 1990 | 1990                                          |                                               | ?                                             | ?                                             |
| 2000 | 2000                                          |                                               | ?                                             | ?                                             |
| 2011 | 2011                                          |                                               | 1.029                                         | 1.029                                         |
| 2015 | 2015                                          |                                               | 1.003                                         | 1.003                                         |
| 2019 | 2019                                          |                                               | 982                                           | 982                                           |
| Datenquelle: Historisches Gemeindeverzeichnis für Hessen: Die Bevölkerung der Gemeinden 1834 bis 1967. Wiesbaden: Hessisches Statistisches Landesamt, 1968. Weitere Quellen: bis 1970; Stadt Großalmerode; Zensus 2011 |                                               |                                               |                                               |                                               |

### Erwerbstätigkeit
| Quelle: Historisches Ortslexikon | |
| • 1724:                          | Erwerbspersonen: 3 Amtspersonen, 21 Leinweber, 5 Schmiede, 5 Schneider, ein Raschmacher, ein Metzger, 5 Schreiner, ein Bäcker, 7 Bergleute, 4 Müller, 14 Tagelöhner und Reffträger, 40 Fuhrleute, 32 Sälzer, 13 Ackerleute, 11 Hirten und Schäfer; zusammen: 163 |

## Politik
Für Laudenbach besteht ein Ortsbezirk (Gebiete der ehemaligen Gemeinde Laudenbach) mit Ortsbeirat und Ortsvorsteher nach der Hessischen Gemeindeordnung.
Der Ortsbeirat besteht aus fünf Mitgliedern. Bei den Kommunalwahlen in Hessen 2021 betrug die Wahlbeteiligung zum Ortsbeirat 54,41 %. Alle Kandidaten gehörten der „Bürgerliste Laudenbach“ an. Der Ortsbeirat wählte Oliver Bolte zum Ortsvorsteher.

## Vereine
In Laudenbach gibt es einen Sport-, Heimat-, Gesang-, Reit- und Schützenverein, die Theatergruppe „Die Hoaderlumpen“, eine Abteilung der Bundeswehr-Reservistenkameradschaft, die gemeinnützige Jugendvereinigung „Partyteufel Laudenbach“ und die Freiwilligen Feuerwehr.

## Persönlichkeiten
In Laudenbach geboren
- Heinrich Pforr (1880–1970), Maler